# Michelle Fairley
Michelle Fairley (Coleraine, Irlanda del Nord, 17 de gener de 1964) és una actriu de cinema, televisió i teatre nord-irlandesa.

## Biografia
És filla de Theresa i Brian Fairley, publicistes tots dos. Va viure de petita a Ballycastle. Va aparèixer en molts programes de televisió d'Irlanda del Nord, com The Bill i Holby City Heartbeat. Una de les seves primeres aparicions fou interpretant l'assassina Cathy Michaels en la sèrie d'ITV1 Inspector Morse.
Va interpretar també la senyora Granger en la primera part de Harry Potter i les relíquies de la Mort - Part 1, paper que a Harry Potter i la cambra secreta va interpretar Heather Bleasdale.
El 19 de març del 2010 va anunciar que reemplaçava Jennifer Ehle al paper de Catelyn Stark a la sèrie d'HBO Game of Thrones.

## Filmografia
| Any       | Pel·lícula                                                           | Personatge       |
| --------- | -------------------------------------------------------------------- | ---------------- |
| 1988      | Hidden City                                                          | Cleaner          |
| 1990      | Hidden Agenda                                                        | Teresa Doyle     |
| 1998      | La filla d'un soldat no plora mai (A Soldier's Daughter Never Cries) | Miss O'Shaunessy |
| 1998      | Hideous Kinky                                                        | Patricia         |
| 2000      | The Second Death                                                     | Aisling          |
| 2001      | The Others                                                           | Mrs Marlish      |
| 2001      | Byw yn dy Groen (Living in your Skin)                                | Gina             |
| 2002      | Shearing                                                             | Yvonne           |
| 2009      | Best: His Mother's Son                                               | Ann Best         |
| 2009      | Misfits (sèrie)                                                      | Louise Young     |
| 2010      | Anton Chekhov's The Duel                                             | Marya            |
| 2010      | Chatroom                                                             | Rosie            |
| 2010      | Harry Potter i les relíquies de la Mort - Part 1                     | Mrs. Granger     |
| 2011-2013 | Game of Thrones                                                      | Catelyn Stark    |